# Seznam lodí Dominionu
Hvězdné lodě Dominionu, jsou fiktivní kosmické lodě vystupující ve světě Star Treku. 
Svět Star Treku patří do literárního žánru science fiction.

## Typy lodí

### Útočná loď Jem'Hadarů
Malé těžce vyzbrojené a vysoce manévrovatelné plavidlo. Může přistát na povrchu planety. Je velmi odolné, vydrží náraz do povrchu planety. Je vybaveno polaronovými zbraněmi a pokročilými štíty, které znemožňují zachycení lodi vlečným paprskem. Polaronový paprsek pronikne skrze štíty lodí Spojené federace planet. Tuto vlastnost se po nějakém čase podařilo eliminovat (epizoda Volání do zbraně). Posádku tvoří 42 vojáků Jem'Hadar a velitel z rasy Vorta. Ke konci války s Dominionem začaly být útočné lodě vybavovány breenskou zbraní, ale bylo už příliš pozdě a na průběh války to nemělo vliv. Lodě byly užívány též ke kamikaze útokům, kterými dokázaly zasaženou loď těžce poškodit nebo zničit.
Senzory lodi využívající antiprotonový paprsek, který dokáže odhalit loď používající maskovací zařízení. Později byly vybaveny dálkovým tachyonovým skenerem, který dokáže totéž na velkou vzdálenost.
Na můstku lodi nejsou židle. Spojení s vnějším prostředím je umožněno dvěma náhlavními displeji, jeden má Vorta a jeden První Jem'Hadar.
K prvnímu setkání Hvězdné flotily s tímto typem plavidla došlo v roce 2370, kdy skupina tří těchto lodí zničila loď Hvězdné flotily třídy Galaxy USS Odyssey (epizoda The Jem'Hadar). Útočné lodě obvykle operují v letkách po třech.

### Bitevní křižník Jem'Hadarů
Válečná loď velikostí zhruba odpovídající lodím Hvězdné flotily třídy Galaxy. Je vyzbrojena polaronovými phasery či disruptory a torpédy. Poprvé se objevila v epizodě Pouta z nejpevnějších. 

### Bitevní loď Dominionu
Nejmohutnější a nejlépe vyzbrojená loď Dominionu. Byla postavena jako vlajková loď flotily a pro přepravu pozemních sil.
Prototyp lodi se objevil v epizodě Valiant, kde Jake Sisko odhadne velikost lodi asi na 1248 metrů. V epizodě zároveň zazní, že loď je zhruba dvakrát větší než lodě třídy Galaxy a asi třikrát více vyzbrojená.
Několik plavidel tohoto typu se objeví v závěrečné epizodě Co po sobě zanecháš.

### Breenská Bitevní loď
Jediné známé bojové plavidlo Breenů. Palebná síla lodi je střední, je však extrémně manévrovatelná. Hlavní výzbrojí je tlumící zbraň, která odčerpá energii zasažené lodi, a ta zůstává někdy i po jediném zásahu bezbranná, bez štítů, zbraní a pohonu. Pomocí této zbraně byl zničen USS Defiant. I na tuto zbraň se časem Hvězdné flotile podařilo nalézt protiopatření.